# Шебр
Шебр (фр. Chexbres) — громада  в Швейцарії в кантоні Во, округ Лаво-Орон.

## Географія
Громада розташована на відстані близько 75 км на південний захід від Берна, 13 км на південний схід від Лозанни.
Шебр має площу 2,2 км², з яких на 32,3% дозволяється будівництво (житлове та будівництво доріг), 50,9% використовуються в сільськогосподарських цілях, 16,4% зайнято лісами, 0,5% не є продуктивними (річки, льодовики або гори).

## Демографія
2019 року в громаді мешкало 2234 особи (+7,9% порівняно з 2010 роком), іноземців було 23,3%. Густота населення становила 1039 осіб/км².
За віковим діапазоном населення розподілялося таким чином: 20,5% — особи молодші 20 років, 56,6% — особи у віці 20—64 років, 22,8% — особи у віці 65 років та старші. Було 1014 помешкань (у середньому 2,1 особи в помешканні).
Із загальної кількості 794 працюючих 62 було зайнятих в первинному секторі, 130 — в обробній промисловості, 602 — в галузі послуг.